# Rừng tuyết tùng của Chúa
Rừng tuyết tùng của Chúa (tiếng Ả Rập: أرز الربّ Horsh Arz el-Rab) nằm tại Bsharri là một trong những vết tích cuối cùng của những khu rừng tuyết tùng Liban rộng lớn từng phát triển mạnh trên dãy núi Liban trong thời cổ đại. Gỗ của chúng đã bị khai thác bởi người Phoenicia, Assyria, Babylon và Ba Tư. Loại gỗ này được những người Ai Cập đánh giá cao trong đóng tàu còn đế chế Ottoman sử dụng chúng trong xây dựng đường sắt.

## Lịch sử
Dãy núi Liban đã từng được che phủ bởi rừng tuyết tùng dày đặc và đây là loài cây biểu tượng của quốc gia này. Sau nhiều thế kỷ chịu tác động của tình trạng phá rừng liên tục, mật độ của những khu rừng đã giảm rõ rệt.
Qua nhiều thế kỷ, gỗ tuyết tùng bị khai thác bởi người Phoenicia, Ai Cập, Assyria, Babylon, Ba Tư, La Mã, Israel và người Turk. Người Phoenicia sử dụng chúng trong việc đóng tàu để xây dựng hạm đội thương gia hùng mạnh của họ. Việc đóng tàu thuyền bằng loại gỗ tuyết tùng khiến họ trở thành "quốc gia đầu tiên có hoạt động thương mại đường biển trên thế giới"  Người Ai Cập dùng nhựa cây tuyết tùng cho quá trình ướp xác và gỗ tuyết tùng cho một vài cuộn giấy cói mang chữ tượng hình đầu tiên của họ. Vua Solomon mua gỗ tuyết tùng để xây dựng đền thờ của ông ở Jerusalem. Tuy nhiên, Hoàng đế Hadrian khẳng định là những khu rừng là một "tài sản đế quốc", và việc phá hủy khu rừng tuyết tùng đã được tạm dừng.
Để bảo vệ cho "Rừng tuyết tùng của Chúa", vào năm 1876 một bức tường đá cao được xây dựng bao quanh 102 ha (250 mẫu Anh) để bảo vệ những cây con, với khoản chi phí được chi trả bởi Nữ hoàng Victoria. Tuy nhiên trong Thế chiến thứ I, quân đội Anh sử dụng gỗ tuyết tùng để xây dựng các tuyến đường sắt.
Qua thời gian, cùng với việc khai thác gỗ quá mức dẫn đến việc suy giảm số lượng cây tuyết tùng ở Liban. Tuy nhiên Liban vẫn được biết đến với loài tuyết tùng Liban, vì chúng là biểu tượng của đất nước và hiện diện trên quốc kỳ Liban. Chúng là loài cây sống ở các khu vực đồi núi, nơi chúng là loài cây chiếm ưu thế. Tại sườn núi Makmel ngoài khu vực Thung lũng Kadisha là trường hợp đầu tiên mà tuyết tùng của Chúa được tìm thấy ở độ cao trên 2.000 mét (6.600 ft). Bốn cây cao tới 35 mét (115 ft) và thân của chúng có chu vi 12-14 mét (39–46 ft).
Năm 1998, nó đã trở thành di sản thế giới của UNESCO cùng với khu vực thung lũng Kadisha. Đây là di tích cuối cùng của khu rừng cổ và là một trong những địa điểm hiếm hoi mà loài Tuyết tùng Liban vẫn phát triển, một trong những vật liệu xây dựng có giá trị nhất trong thế giới cổ xưa và được trích dẫn 103 lần trong Kinh Thánh.

## Hiện trạng
Khu rừng được bảo vệ nghiêm ngặt. Du khách có thể tham quan dưới sự chỉ dẫn của hướng dẫn viên được ủy quyền. Những nỗ lực trong một chương trình trồng rừng vào năm 1985 trong một vài thập kỷ mới đem lại thành công đáng kể do sự tăng trưởng chậm của cây tuyết tùng. Trong khu vực này vào mùa đông có cảnh quan tuyệt vời, với những cây tuyết tùng được một lớp tuyết che phủ.

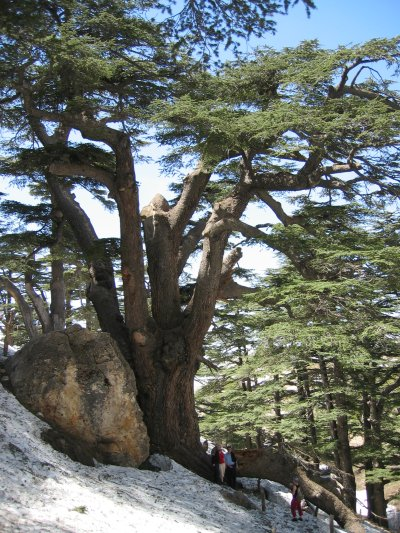
Tuyết tùng Liban.